# Copestylum astarte
Copestylum astarte är en tvåvingeart som först beskrevs av Hull 1950.  Copestylum astarte ingår i släktet Copestylum och familjen blomflugor. Inga underarter finns listade i Catalogue of Life.